# Милова, Алика
А́лика Мило́ва (эст. Alika Milova; род. 5 сентября 2002, Нарва, Эстония) — эстонская певица, победительница 8-го сезона шоу «Eesti otsib superstaari» («Эстония ищет суперзвезду») (2021). Представительница Эстонии на Евровидении-2023 с песней «Bridges», заняла 8-е место.

## Карьера
Алика начала петь с четырёх лет. Успешно участвовала во многих песенных конкурсах, среди которых «New Wave Junior» (Детская Новая волна 2012, Артек, Украина), победительница от Эстонии и лауреат детского «Славянского Базара-2013» (Витебск, Беларусь), конкурса «The Baltic Voice 2014» («Балтийский Голос», Литва), где получила GRAND PRIX в возрасте 11 лет и остаётся самым молодым победителем этого вокального конкурса. Финалист телевизионного песенного конкурса «Laulukarussell 2015» ("Песенная карусель", Эстония); 2-е место в своей возрастной категории и 2-е место в специальной номинации конкурса «Kaunas Talent 2017» («Талант Каунаса», Каунас). Победительница и обладательница звания «Лучший молодой исполнитель стран Балтии» в телевизионном вокальном проекте «Bravo!!! 2018». Призёр международного конкурса пения «Berlin Perle 2018» и т. д.
В качестве приглашённого артиста выступала вместе с Леонидом Агутиным, Алсу, Жасмин, Тамарой Гвердцители, Юлианой Карауловой, Нюшей, Николаем Басковым.
1 февраля 2024 года получила музыкальные премии Эстонии «Eesti Muusikaauhinnad 2024»: Дебютный альбом года, Поп-артист года, Артистка года, Песня года и Альбом года.

### Евровидение-2023

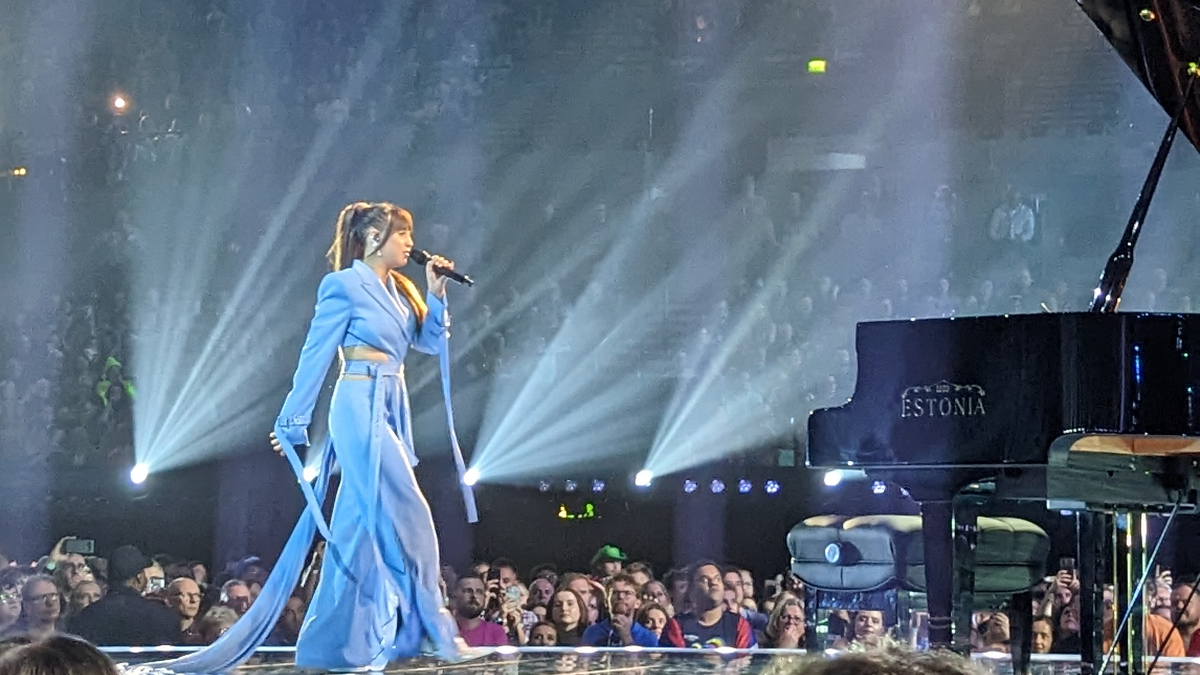
Алика Милова на Евровидении-2023

11 февраля 2023 года Алика выиграла национальный отборочный конкурс «Eesti Laul» и таким образом получила право представлять Эстонию на Евровидении с песней «Bridges». На конкурсе она выступала под псевдонимом Alika, чтобы её имя легче звучало при объявлении на английском языке. Алика заняла 10-е место во втором полуфинале и прошла в финал, где по итогу заняла 8-е место, набрав 168 баллов.
Снималась в двух последних эпизодах 30-го сезона эстонского сериала «Kättemaksukontor»

## Дискография
Песни
- 2021 — Õnnenumber
- 2022 — Bon Appetit
- 2022 — C’est La Vie
- 2022 — Bridges
- 2023 — You
- 2023 — Too much
- 2023 — Lihtsalt veab
- 2023 — Õde ütles
- 2024 — mis minuga saab?  (совместно с villemdrillem)
- 2024 — saame kokku
- 2024 — virmalised
- 2025 — parasiit  (совместно с säm)

Альбом «Alika»
Дебютный альбом Алики. Вышел 24 ноября 2023 года. Песни в альбоме:
- Hoia
- Bon Appetit
- Wrong
- Õde ütles
- Distance
- You
- Ты Расскажи Мне
- Kõik on lihtne
- Lihtsalt veab
- Caviar
- C’est La Vie
- Bridges
- Безсоння

Альбом «virmalised»
Второй альбом Алики, который вышел 29 ноября 2024 года. В альбом вошли следующие 5 песен:
- virmalised
- silmapiir
- mis minuga saab? (совместно с villemdrillem)
- saame kokku
- ära ava

## Награды
- Почетный знак города Нарва (2023)[12].

## Фильмография
11 мая 2023 года эстонское телевидение показало документальный фильм «Алика. Рождённая петь».
10 ноября 2023 года в рамках кинофестиваля «KinoFF» был показан фильм Михаила Вальтфогеля «Мосты в Ливерпуль», который посвящён Алике Миловой.